# Released
Released — второй студийный альбом британской рок-группы Jade Warrior, записанный в 1971 году и выпущенный лейблом Vertigo Records. Альбом поднялся до #194 в списках Billboard 200.

## История создания
Jade Warrior подошли к работе над вторым альбомом в подавленном настроении: Vertigo Records не сделали ничего для продвижения дебютного альбома и в США о группе практически не узнали. Группа пыталась по возможности заявить о себе концертной деятельностью и в результате оказалась практически без нового материала.
Глин Хавард рассказывал, что Released во многом возник из импровизаций на различные темы первой пластинки. Так, композиция «Minnamoto’s Dream» вышла из «Prenormal Day at Brighton», «Barazinbar» стал результатом продолжительного джемминга Джона Филда. «Yellow Eyes» была найдена среди старых записей и поспешно добавлена в самом конце. «Released был самым нашим неподготовленным альбомом из всех», — вспоминал Хавард.

## Стиль и звучание
Пластинка, в большей степени прог-роковская, в меньшей — следующая мотивам этнического звучания, наметившегося в первом альбоме, содержала в себе композиции жёсткого звучания («Three-Horned Dragon King», «We Have Reason To Believe»), соседствовавшими с мягкими, атмосферными балладами («Bride Of Summer», «Yellow Eyes») и инструментальными композициями, одна из которых, «Barazinbar», являла собой 16-минтуный джемминг с преобладанием перкуссии и занимала всю вторую сторону винилового релиза.
Рецензент Allmusic отметил, что, несмотря на то, что в дебюте группа так раскинула свои стилистические сети, что расширить собственный диапазон оказалась неспособна, второй альбом не стал копией первого; вокалист Глин Ховард, в частности, ввёл в свой технический арсенал мотивы, которые явно отличали его теперь от Джона Андерсона, вокалиста Jethro Tull, с которыми его часто сравнивали. «Здесь мало того, что Jade Warrior сами себе не предсказали бы [в дебютном альбоме], но безупречное исполнение этих пророчеств само по себе выгладит как чудо», — заключает Дэйв Томпсон.

## Список композиций
1. «Three-Horned Dragon King» — 6:14
2. «Eyes On You» — 3:09
3. «Bride Of Summer» — 3:21
4. «Water Curtain Cave» — 6:29
5. «Minnamoto’s Dream» — 3:42
6. «We Have Reason To Believe» — 4:45
7. «Barazinbar» — 15:37
8. «Yellow Eyes» — 2:56

## Участники записи
- Jon Field — флейта, перкуссия
- Tony Duhig — гитара
- Glyn Havard — бас-гитара, вокал
- Allan Price — ударные
- Dave Conners — духовые
- Richard Dodd — звукоинженер